# Niphon II de Constantinople
 Niphon II de Constantinople (en grec Νήφων Β΄) fut trois fois patriarche de Constantinople et trois fois exilé par les Ottomans :
- vers fin 1486 jusqu'en 1488 ;
- de l'été 1497 probablement à la fin de l'été 1498 ;
- au printemps 1502.

## Biographie
Niphon est né dans la péninsule du Péloponnèse, de l'union entre une mère appartenant à l'aristocratie grecque et un père riche seigneur albanais. Il est tonsuré moine à Épidaure. Après la mort de son frère Antoine, il entre au mont Athos, où il devient copiste d'ouvrages antiques. Il est ensuite promu métropolite de Thessalonique avant d'être appelé au siège patriarcal de Constantinople qu'il occupe trois fois.
Après son troisième exil, il est reçu par le prince de Valachie Radu IV à qui, pour cette raison, l'historiographie religieuse nationale, accorde ensuite le titre de « cel Mare » (c'est-à-dire « le Grand »). Entre 1503 et 1505, Niphon dirige de facto l'Église de Valachie avant d'entrer en conflit avec le prince qui lui reproche son intransigeance et de devoir quitter le pays, généreusement gratifié.
Niphon est honoré comme un saint dans l'Église orthodoxe. Sa fête est le 11 août selon le calendrier julien, ou le 24 août selon le calendrier grégorien.